# 柳澤站 (長野縣)
柳澤站（日语：／ Yanagisawa eki */?）是位於長野縣中野市柳澤，長野電鐵的河東線（木島線）車站（廢站）。在2002年（平成14年）3月31日，隨著河東線部分區間廢線，此站也被廢除。

## 歷史
- 1925年（大正14年）7月12日 - 車站啟用[1]。
- 1968年（昭和43年）4月1日 - 結束處理貨物。
- 1982年（昭和57年）3月31日 - 結束處理小型行李。
- 1993年（平成5年）11月1日 - 成為無人車站。
- 2002年（平成14年）3月31日 - 隨著河東線部分區間廢線，此站被廢除[1]。

## 車站構造

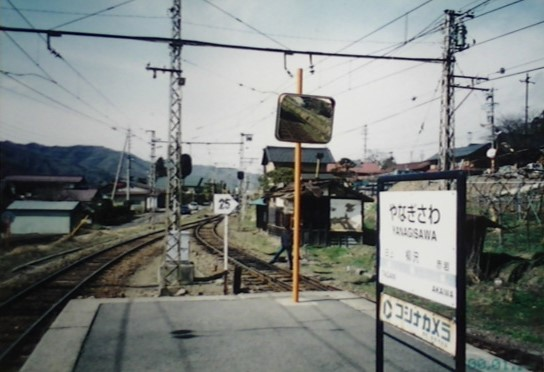
柳澤站站名牌（2002年3月）

截至車站廢除前，車站是一座地面車站，設有1面2線的島式月台，東邊設有1條側線。此站是無人車站。此站是木島線內唯一可進行列車交會的中途站。木製候車室位於月台上。曾經此站可購入車票（形式像下之鄉站）。
源自路牌交會時代，進站的列車靠右行駛（西邊是信州中野方向月台，東邊是木島方向月台）。

### 月台
| 月台 | 路線    | 上下行 | 方向               |
| ---- | ------- | ------ | ------------------ |
| 西邊 | ■河東線 | 上行   | 信州中野方向       |
| 東邊 | ■河東線 | 下行   | 信濃安田、木島方向 |

在旅客資訊上沒有編排月台編號。

## 相鄰車站
長野電鐵
河東線
赤岩－柳澤－田上

## 注腳
1. 1 2 3 4 5 6  信濃毎日新聞社出版部. . 信濃毎日新聞社. 2011-07-24: 290. ISBN 9784784071647 （日语）.
2. ↑  鐵道雜誌 2020年10月號 p.114-117「消えた地方私鉄 晩年の日々（第8回）長野電鉄木島線」